# Station Weetzen
Station Weetzen (Bahnhof Weetzen) is een spoorwegstation in de Duitse plaats Weetzen, gemeente Ronnenberg in de deelstaat Nedersaksen. Het station ligt aan de spoorlijn Hannover - Soest en de spoorlijn Weetzen - Haste.

## Indeling
Het station heeft één zijperron en één eilandperron met twee perronsporen (drie in totaal). Het eilandperron is deels overkapt en het zijperron heeft een abri. De perrons zijn verbonden via een voetgangerstunnel, welke de straten An den Kleingärten en Am Steinkamp verbindt. De tunnel is via een hellingbaan te bereiken, naar het eilandperron is er een trap en een lift. Aan beide zijde van het station zijn er Parkeer en Reis-terreinen, fietsenstallingen en twee bushaltes. Het stationsgebouw van Weetzen staat aan de oostkant van het station, maar wordt als dusdanig niet meer gebruikt.

## Verbindingen
Het station is onderdeel van de S-Bahn van Hannover, die wordt geëxploiteerd door DB Regio Nord. De volgende treinseries doen het station Weetzen aan:
| Serie | Treinsoort             | Route | Bijzonderheden                     |
| ----- | ---------------------- | --- | ---------------------------------- |
| S1    | S-Bahn (DB Regio Nord) | Minden (Westf) – Haste – Seelze – Hannover Hbf – Weetzen – Barsinghausen – Haste                              |                                    |
| S2    | S-Bahn (DB Regio Nord) | Nienburg (Weser) – Seelze – Hannover Hbf – Weetzen – Barsinghausen – Haste                                    | Zondags alleen Nienburg - Hannover |
| S21   | S-Bahn (DB Regio Nord) | Hannover Hbf – Hannover Bismarckstraße – Weetzen – Barsinghausen                                              | Alleen tijdens de spits            |
| S5    | S-Bahn (DB Regio Nord) | Hannover Flughafen – Hannover Hbf – Hannover Bismarckstraße – Weetzen – Hamelen – Bad Pyrmont – Paderborn Hbf | Flughafen - Hamelen 2x per uur     |